# Afgeveerd gewicht
Afgeveerd gewicht is het gewicht dat wordt “gedragen” door de veren. 
Bijvoorbeeld het chassis, carrosserie, motor, interieur, passagiers en bagage zijn allemaal afgeveerd gewicht.